# Dio non paga il sabato
Dio non paga il sabato è un film del 1967 diretto da Tanio Boccia.

## Trama
Mentre sta per essere impiccato, Braddock viene salvato da una banda capeggiata da Randall e Laglen. Raggiunti da Shelley, la donna di Braddock, i tre attaccano una diligenza carica d'oro e, durante lo scontro, Randall sembra perdere la vita. Rifugiatisi in un villaggio abbandonato, i fuorilegge fanno la conoscenza dell'anziana Molly Werner, unica e  folle abitante del luogo. Giungono poi sul luogo la vedova Judy Murray e l'avventuriero Benny Hudceck  che vengono duramente pestati dai criminali, che sospettano dei nuovi venuti. Con l'aiuto di Molly, Hudceck affronta Braddock e i suoi complici mentre ricompare anche Randall si era finto morto per impadronirsi del bottino. In seguito ad una furiosa sparatoria, i banditi e Molly perdono la vita mentre Hudceck e Judy lasciano il villaggio, oramai incendiato.